# Challenger de Rovereto
El Internazionali di Tennis Città di Rovereto es un torneo profesional de tenis. Pertenece al ATP Challenger Tour. Se juega desde el año 2023 sobre pistas de dura bajo techo, en Rovereto, Italia.

## Palmarés

### Individuales
| Año  | Campeón          | Finalista       | Resultado   |
| ---- | ---------------- | --------------- | ----------- |
| 2023 | Dominic Stricker | Giulio Zeppieri | 7–6(8), 6–2 |

### Dobles
| Año  | Campeones                        | Finalistas                      | Resultado           |
| ---- | -------------------------------- | ------------------------------- | ------------------- |
| 2023 | Victor Vlad Cornea Franko Škugor | Vladyslav Manafov Oleg Prihodko | 6–7(3), 6–2, [10–4] |